# ژائو بیلونگ
ژائو بیلونگ (انگلیسی: Zhao Bilong؛ زادهٔ ۱ فوریهٔ ۱۹۶۰) بازیکن واترپلو اهل چین بود.
وی در مسابقات کشوری و بین‌المللی در مجموع برندهٔ ۲ مدال طلا، ۱ مدال نقره شده‌است.